# Cabo Adriasola
El cabo Adriasola es un cabo de la Antártida, es rocoso y constituye el extremo sudoccidental de la isla Adelaida, en el sector norte de la bahía Margarita y frente a la costa occidental de la península Antártica.
Fue descubierto por la Expedición Antártica Francesa de 1908-1910, al mando del Dr. Jean B. Charcot, quien le dio el nombre en homenaje a J. Adriasola, un ciudadano chileno conocido suyo, residente en la ciudad de Punta Arenas, Chile.